# کمپوست ردیفی

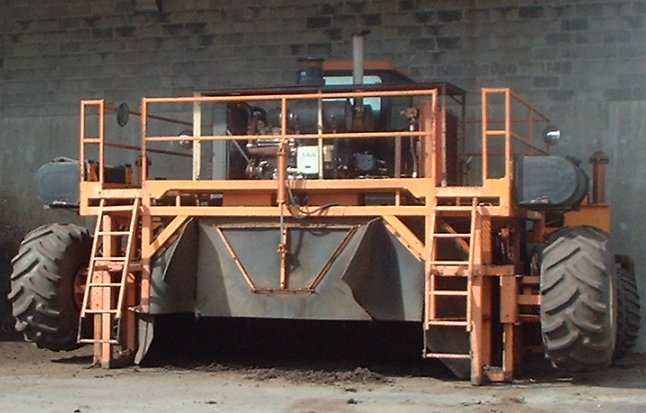
چرخاننده ردیفی برای رسیدن پشته‌ها به یک مرکز کمپوست زیست‌جامد در کانادا استفاده می‌شود.

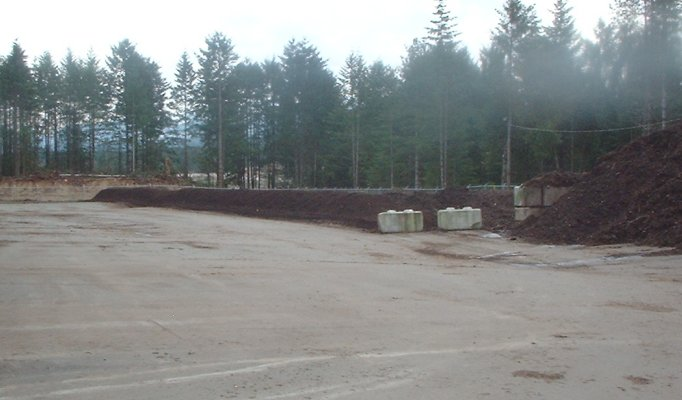
ردیف‌های در حال رسیدن در یک مرکز کمپوست

در کشاورزی، کمپوست ردیفی (به انگلیسی: Windrow composting) تولید کمپوست با انباشته شدن مواد آلی یا پسماند زیست‌تخریب‌پذیر، مانند کود حیوانی و بقایای گیاهی، در ردیف‌های بلند است.
از آنجایی که این فرایند هوازی است، به عنوان کمپوست در ردیف باز (OWC) یا کمپوست در هوای باز (OAWC) نیز شناخته می‌شود.